# PhpBB
A phpBB (PHP Bulletin Board) egy PHP nyelven írt, GPL-licencű fórumszoftver. Egyes statisztikák szerint az interneten lévő fórumokat hajtó motorok között számban a phpBB a legelterjedtebb, népszerűségét a nyílt forráskód és a viszonylag hosszú múlt mellett a nagy, köré szerveződött közösség adja.

## Története
A phpBB fejlesztését James Atkinson kezdte el 2000. június 17-én. Egy UBB-hez hasonló fórumot szeretett volna létrehozni saját weboldala számára. Nem sokkal később Nathan Codding és John Abela csatlakoztak a fejlesztéshez, a projekt a SourceForge.net CVS környezetében fejlődött tovább. Júliusban megjelent egy funkcionálisan komplett, ámbár még kezdetleges verzió.
2000. december 9-én megjelent az 1.0.0-s verziója, melyet a folyamatos fejlesztés eredményeként az 1.x-es vonalon két nagyobb kiadás követett. Az egyes verzió utolsó kiadása az 1.4.4 volt, amely 2001. november 6-án jelent meg. A phpBB 1.x vonal alatt csatlakozott a csapathoz Bart van Bragt (aki jelenleg az egyik vezető), Paul S. Owen (egykori társmenedzsere), Johnatan Haase és Frank Feingold. A phpBB 1.x támogatása már megszűnt, és ma gyakorlatilag egyetlen honlap sem használja.
A phpBB 2.x fejlesztése 2001 februárjában indult. A fejlesztést az alapoktól kezdték, mert a fejlesztők nem látták lehetőségét az új funkciók megvalósításának az 1.x verzió kódjával. Nem sokkal a fejlesztés megkezdése után csatlakozott a csapathoz Doug Kelly. Egy évvel a fejlesztés és a kiterjedt tesztelés után 2002. április 4-én megjelent a phpBB 2.0.0, aminek a „Super Furry” nevet adták.
A phpBB 3-as verziójának fejlesztése 2002 végén kezdődött. Az eredeti elképzelés az volt, hogy a fejlesztés a phpBB 2.2 verzióval folytatódjon, így a tervezett módosítások listáját 2003. május 25-én ezzel a verziószámmal tárták a nyilvánosság elé. A fejlesztés során azonban a kódon olyan sokat módosítottak, hogy a visszafelé kompatibilitás majdnem teljesen megszűnt, ezért úgy döntöttek, megváltoztatják a verziószámot és 2.2 verzió helyett 3.0.0-s verziószámmal látták el a szoftvert.
Paul Owen 2005 szeptemberében visszavonult, a fejlesztő csapat vezetését Meik Sievertsen vette át.
2007 májusában a phpBB Group épp egy általános szerverkarbantartást tervezett elvégezni, ezalatt azonban a szerver lemezhiba következtében egy hétig működésképtelenné vált. (A phpBB Group jelezte, hogy az üzemzavarért nem a fórumszoftver a felelős.) Az üzemzavar miatt a fejlesztők úgy döntöttek, hogy megváltoztatják terveiket, és felfedik új honlapjukat, amit már a phpBB3 hajtott, és a prosilver megjelenés volt látható rajta. Ez nagy meglepetés volt, mivel az új arculatot ezelőtt senki sem látta a fejlesztőkön kívül, és azt nem is tervezték a nagyközönség elé tárni a phpBB 3.0.0 kiadásáig. A megjelenés fogadtatása vegyes volt, sokaknak tetszett, de szép számmal voltak olyanok is, akik kritikusak voltak az új megjelenés néhány elemével szemben, például a hozzászólások oldalán, a felhasználók adatai átkerültek a jobb oldalra, hogy maga a hozzászólás jobban szem előtt legyen.
2007. április 30-án a phpBB alapítója és helyettes projekt menedzsere lemondott posztjáról személyes okokra hivatkozva, majd május végén Jonathan 'SHS' Stanley, a projekt másik helyettes menedzsere is lemondott.
2007. július 7-én a phpBB Group bejelentette, hogy a phpBB-t jelölték a SourceForge.net Community Choice Awards-on a „Best Project for Communications” (Legjobb kommunikációs projekt) kategóriában, amit később meg is nyert, és a SourceForge.net az ezért járó 1000 dollárt át is utalta a phpBB nevében a Marie Curie Cancer Care-nek, ami a továbbított adományon felül nyert a Bleep Labstól egy „Thingamagoop”-ot és egy „teljes évi hencegési jogot”.
A phpBB3 első béta verziója 2006 júniusában, a kiadásra jelölt verzió 2007 júliusában jelent meg. Szeptemberben a phpBB3 kódja átment egy független, külső biztonsági ellenőrzésen, melyet a SektionEins végzett el. Végül a phpBB 3.0.0. „Olympus” (más néven „gold”, azaz arany kiadás) 2007. december 13-án jelent meg.
2008 júliusában a phpBB Group elindította a phpBB Blogot. A blogot a fejlesztő csapatának tagjai írják, és a célja az, hogy betekintést nyújtson a színfalak mögé.
2008. július 20-án tartották Londonban az első phpBB konferenciát, „Londonvasion 2008” címmel. A konferencián a fejlesztő csapat tagjai különböző előadásokat tartottak a közösség, a MOD-készítők és a fejlesztők számára fontos témákról. A Londonvasion egyedülálló alkalmat jelentett a csoporttagok megismerésére, ugyanis a legtöbb csoporttagnak is ez volt az első lehetősége, hogy személyesen találkozzon társaival.

## phpBB2

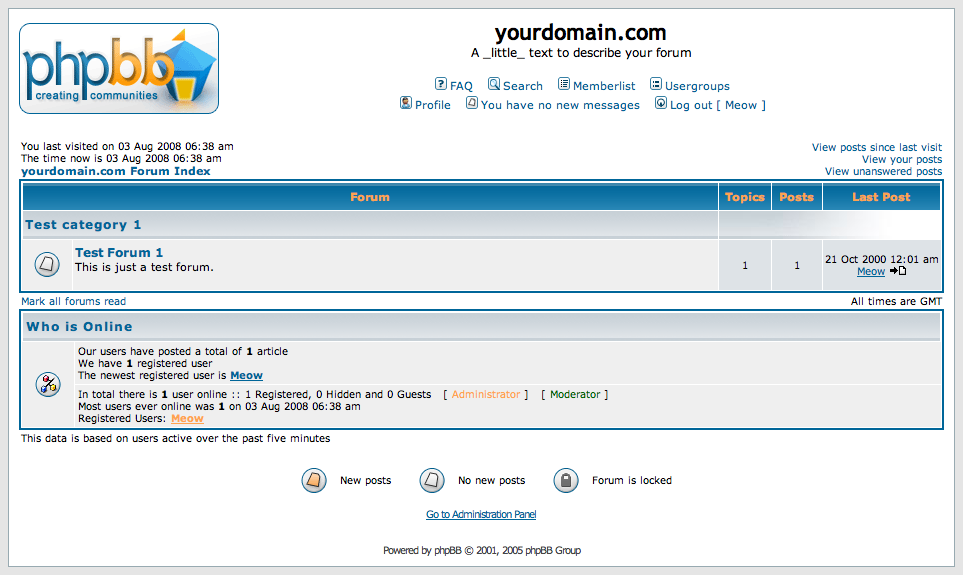
A phpBB2 képernyőmentése

A phpBB2 a szoftver 2002-ben megjelent, ma már nem támogatott verziója, mely a rövidebb életű phpBB1 után a projekt körüli közösségét egybegyűjtötte. A phpBB2-nél jóval kevesebb lehetőség áll a felhasználó rendelkezésére, mint fiatalabb társánál, a phpBB3-nál. A phpBB2 futtatásához a PHP 4.0.3 vagy annál későbbi verziója szükséges. Sok felhasználó szerint minden probléma nélkül működik PHP 5 környezetben is, bár a phpBB Group hivatalosan ezt a környezetet nem támogatja a szoftver kettes verziója esetében. Mindazonáltal sok adminisztrátor még mindig jobban szereti a phpBB2-t, mert ennek a verziónak sokkal egyszerűbb az adminisztrációs felülete, és mert sok MOD-dal (modifikáció) és sablonnal testre szabták a fórumszoftverüket, ahogy számukra a legmegfelelőbb. Ez az egyik oka annak, hogy néhány adminisztrátor még mindig a phpBB2-t használja, mivel a phpBB3-ra való váltáskor az addig eszközölt módosításai elvesznek.
A phpBB2 alapértelmezett sablonja a subSilver, amit Tom „subBlue” Beddard készített. 2001-ben amikor megjelent a subSilver, sok forradalmi újítást tartalmazott, és a későbbiekben sok weboldal vett át megoldásokat ebből a sablonból.
A phpBB2 utolsó verziója a 2.0.23, ami 2008. február 17-én jelent meg. A phpBB2 lassan visszavonul, 2009. január 1-jével a hivatalos támogatása megszűnt. A fejlesztő csapat a phpBB3-ra való konvertálást javasolja. A phpBB2-höz még biztonsági javításokat készítenek szükség esetén 2009. február 1-jéig, de ezután a kettes verzió minden fejlesztése megszűnik.
Néhány a phpBB2 fontosabb tulajdonságaiból:
- Tartalmaz egy sablon kezelő rendszert, mely segítségével külön tárolható a PHP programkód, és a megjelenésért felelős HTML kód.
- Több nyelv kezelésére képes: 2007-ig 48 nyelvre fordították le a szoftvert, köztük magyarra is.
- Több adatbázisrendszerrel is kompatibilis, beleértve a MySQL-t, a PostgreSQL-t, a Microsoft SQL Server-t és a Microsoft Access-t.
- Nagy közösség szerveződött köré, akik segítséget nyújtanak, és sok MOD és sablon érhető el hozzá az interneten.

A felhasználók segítséget kaphatnak magyar nyelven a Magyar phpBB Közösség fórumán. A teljes dokumentáció, flash oktatóprogramok és a tudástár elérhető a phpBB honlapján.

## phpBB3

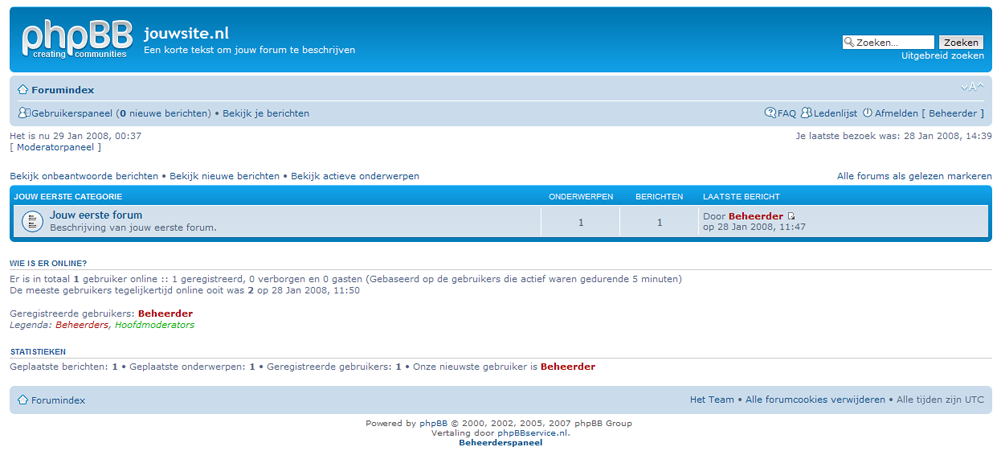
A phpBB3 képernyőmentése

A phpBB3, a fórumszoftver legfrissebb verziója 2007. december 13-án, magyar idő szerint 18:00-kor jelent meg, egy 18 hónapos béta fázist követően. A phpBB3 sok olyan funkciót tartalmaz, amit nem találhatunk meg a phpBB2-ben. A phpBB3 sokkal nagyobb teret biztosít az adminisztrátoroknak a fórum kezelésére, például kiemelkedő fejlesztések történtek a jogosultságok és a megjelenések terén. Az új felhasználók ezért az adminfelület rengeteg új funkciója miatt elsőre ijesztőbbnek találhatják, mint a phpBB2-t.
A phpBB3 új alapértelmezett megjelenése a prosilver. A phpBB Group a megjelenést titokban fejlesztette, hogy azt ne tudják lemásolni (mint ahogy a kettes verzió subSilver sablonjával történt), és izgalomban tartsák a közösséget a phpBB3 megjelenéséig. Azonban 2007 májusában a phpBB weboldalának üzemzavara a tervek megváltoztatására késztette a csapatot, és a tervezettnél előbb mutatták be a prosilvert. A prosilver sok újdonságot tartalmaz az előző sablonhoz, a subSilverhez képest, például egy teljesen új adminisztrátori felületet, CSS alapú keretek és táblázat nélküli technikát alkalmazva. Kiemelendő, hogy a hozzászólások melletti felhasználói információs panelt áthelyezték a hozzászólás jobb oldalára, ezzel a hozzászólás tartalmát helyezve a középpontba. A phpBB3-ban – a phpBB2-vel ellentétben – a hozzászólásokban nem lehet HTML címkéket használni, ezeket egyedi BBCode-okkal kell helyettesíteni. A letölthető phpBB3 csomag tartalmazza a subSilver2 sablont is, azonban ezt külön telepíteni kell az adminisztrációs felületről.
A phpBB3 Olympus 2007. december 13-án jelent meg. A szoftver hármas verziójához a PHP 4.3.3-as verziója, vagy annál újabb verzió szükséges. A phpBB3 támogatja a PHP 5-öt is, sőt némi kód a PHP 6-os verziójához is található a programban, habár ezt a phpBB hivatalosan nem támogatja.
A phpBB3 néhány főbb jellemzője:
- új moduláris kialakítás az adminisztrátori, a moderátori és a felhasználói vezérlőpulton,
- számos adatbázis-kezelő rendszert támogat, köztük a MySQL-t, a Microsoft SQL Servert, az Oracle-t, a PostgreSQL-t, a SQLite-ot, a Firebird-öt, a OpenLink Virtuoso-t és az ODBC-t is
- korlátlan mennyiségű fórum hozható létre,
- lehetőség van egyedi, fórum-specifikus BBCode-ok használatára,
- lehetőség van egyedi, fórum-specifikus profil mezők felvételére,
- rendkívül komplex jogosultságrendszerrel rendelkezik.

A phpBB weboldala egy jelentősen hosszabb listát tartalmaz a phpBB3 részleteiről.
A phpBB hivatalos oldalán elérhető továbbá a teljes dokumentáció, flash oktatóprogramok, illetve egy számos cikket tartalmazó tudástár.

## Fejlesztők
A phpBB fejlesztő csapata már elkezdte a munkát a phpBB 3.1.x kiadásán, amely a phpBB 3.2 fejlesztői vonala. Az új verzió újdonságai hivatalosan még nem kerültek bejelentésre, azonban már tudható, hogy létrehozásra kerül egy eseményrendszer (segítségével események bekövetkeztével testre szabhatóan különböző műveletek válthatók ki), a BBCode rendszer teljesen újraírásra kerül, a 3.2 tartalmazni fog RSS támogatást, egyénileg testre szabható GyIK rendszert és még sok minden mást. A phpBB csapat külön weboldalt tart fenn a phpBB fejlesztéséhez Area51 néven. A phpBB 3.2 kódneve „Ascraeus” az Ascraeus Mons után, amely a Mars második legmagasabb hegye (a legmagasabb az Olympus Mons, amely a 3.0-s vonal névadója).
Jelenlegi fejlesztők:
- Acyd Burn - (Meik Sievertsen)
- APTX - (Marek A. R.)
- DavidMJ - (David M.)
- Kellanved - (Henry Sudhof)
- naderman - (Nils Adermann)
- ToonArmy - (Chris Smith)
- Vic D'Elfant - (Vic D'Elfant)

## Biztonság

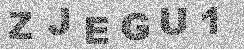
A phpBB2 beépített CAPTCHA-ja

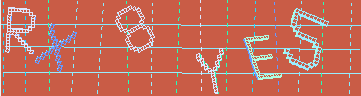
A phpBB3 CAPTCHA-ja

2004 decemberében sok weboldalt tört fel egy Santy nevű féreg, ami az idejétmúlt phpBB2 sebezhetőségeit kihasználva felülírta a PHP és HTML oldalakat. Habár az incidenseket a PHP és a phpBB idejétmúlt verziói eredményezték, ezek miatt sokan megkérdőjelezték a phpBB biztonságosságát. Ekkortájt volt olyan, hogy a frissítések egy-két naponta jelentek meg, bár erre 2005 eleje óta nem volt példa. Mindazonáltal, a phpBB csapat gyorsan reagál a biztonsági jelentésekre, és olyan gyorsan ad ki frissítéseket, amilyen gyorsan csak lehetséges. A phpBB csapat tanult a biztonsági kihívásokból, és a phpBB 2.0.18 megjelenését egy alapos biztonsági teszt előzte meg. A phpBB3 is egy alapos biztonsági vizsgálaton esett át, ami végül a phpBB 3.0 RC6-ot eredményezte.
Továbbá sok mindenen változtattak a phpBB2-ben, hogy a jövőben ezeket a problémákat el tudják hárítani. Azonkívül adminisztrációs felületre való lépéskor újra be kell jelentkezni, erre azért volt szükség, mert a támadók egy cookie-manipuláció után adminisztrátori rangot szerezhettek maguknak. Továbbá egy vizuális megerősítőrendszert (CAPTCHA) építettek be, ami véd a robotregisztrációk ellen.
2005 novemberében a phpBB Group bejelentette a Incident Investigation Team (IIT) létrejöttét, ami a phpBB csapat egyik alszervezete, és a felhasználóktól érkező biztonsági problémák kezeléséért felel. 2006 januárjától azok az adminisztrátorok, akiknek a fórumait megtámadták, az IIT-nek jelezhetik problémájukat, és hozzájuk fordulhatnak segítségért.
A phpBB2 CAPTCHA rendszere bizonyítottan gyengén véd robotok regisztrációja ellen (persze később ezt is orvosolták egy MOD-dal). Sok, a phpBB2-höz köthető fórumot árasztottak el a spamregisztrációk. A phpBB csapat javasolta a spamregisztrációk elleni védekezést. Jelen pillanatban a legjobb módszer, ha valamilyen kérdés-felelet elvű vizuális megerősítést vezetnek be fórumon, amire különféle MOD-ok állnak rendelkezésre (pl.: Textual Confirmation, Registration Auth Code MOD). A phpBB3 jóval jobb CAPTCHA rendszerrel rendelkezik, mindazonáltal a béta fejlesztés alatt gyakran kritizálták nehéz olvashatóságát., ezért a fejlesztők dolgoztak a CAPTCHA olvashatóságán, a phpBB3 végső kiadása előtt.
A phpBB3-ban nagy figyelmet fordítottak a biztonságra, és teljesen újraírták az ide vágó kódokat phpBB2-höz képest. 2007 szeptemberében a phpBB3 egy teljes biztonsági vizsgálaton esett át, amit a SektionEins cég végzett. A phpBB csapat bejelentette továbbá, hogy minden kisebb megjelenést is (3.0.1, 3.0.2 stb.) ellenőrizni fognak, elkerülendő az egy-két naponkénti megjelenéseket, ahogy az a phpBB2-nél volt.

## MOD-ok
A MOD rövidítés az angol modification, azaz módosítás szóból ered. A MOD-ok olyan forráskód módosítások, amelyek a phpBB megjelenését vagy egyes funkcióit módosítják, így testre szabva a fórumszoftvert. A MOD-okat nem a phpBB fejlesztői készítik, így nem élveznek olyan támogatást, mint az eredeti kód. A phpBB Csoport a közösség által készített MOD-okat ellenőrzi, és a követelményeinek megfelelő MOD-okat elérhető teszi a MOD adatbázisában. Több másik oldalról is letölthetőek phpBB2-höz vagy phpBB3-hoz készült modifikációk, azonban ezeket nem mindig ellenőrzik, és ha ellenőrzik is, a követelmények eltérhetnek. Ebből fakadóan a phpBB csapatok nem nyújtanak támogatást más oldalakról letöltött MOD-okat használó fórumokhoz.

## Külső hivatkozások
- A magyar phpBB közösség honlapja
- A phpBB hivatalos honlapja